# Villa Nueva (Córdoba)
Villa Nueva è una città del dipartimento di General San Martín nella provincia di Córdoba, nella parte centrale dell'Argentina. Fa parte dell'agglomerato di Villa María-Villa Nueva.